# 今治市立菊間小学校
今治市立菊間小学校（いまばりしりつ きくましょうがっこう）は、愛媛県今治市にある公立小学校。

## 沿革
- 1873年（明治6年）1月 - 菊間学校として設立。
- 1897年（明治30年）4月 - 菊間尋常高等小学校と改称。
- 1929年（昭和4年）7月 - 菊間第一尋常高等小学校と改称。
- 1941年（昭和16年）4月 - 菊間第一国民学校と改称。
- 1947年（昭和22年）4月 - 菊間第一小学校と改称。
- 1956年（昭和31年) 7月 - 菊間町立菊間小学校と改称。
- 1992年  (平成4年)   3月 - 菊間町立歌仙小学校と合併。菊間町立歌仙小学校が閉校。
- 2005年（平成17年）1月 - 今治市立菊間小学校と改称。

## 著名な出身者
安永竜夫 - 三井物産代表取締役会長

## 通学区域が隣接している学校
- 今治市立亀岡小学校
- 今治市立大西小学校
- 今治市立九和小学校
- 松山市立立岩小学校
- 松山市立浅海小学校